# Bidessus nasutus
Bidessus nasutus är en skalbaggsart som beskrevs av Sharp 1887. Bidessus nasutus ingår i släktet Bidessus och familjen dykare. Inga underarter finns listade i Catalogue of Life.